# 莫氏四极虫
莫氏四极虫（学名：Chloromyxum montschadskii）为四极科四极虫属的动物。分布于俄罗斯以及辽宁等，营寄生生活，寄生在彩副橘的胆囊。